# 肯尼亞—美國關係
肯美关系是肯尼亚和美国之间的双边关系。肯尼亚和美国长期以来一直是亲密盟友，自肯尼亚独立以来一直保持着友好关系。在2002年肯尼亚的民主过渡和随后的人权改善之后，两国关系变得更加密切。
在此之前，莫伊总统执政期间，两国经常因治理不善问题发生冲突，导致援助暂停和许多外交纠纷，有时还会出现冷淡的插曲。2013年乌胡鲁·肯雅塔新政府上台后，新总统制定了一项新的外交政策，将目光从传统的西方盟友转向东方，两国关系因此出现了一定程度的下滑。通过在打击伊斯兰恐怖主义方面的合作以及奥巴马总统对肯尼亚的访问，肯尼亚和美国的关系得到了巩固。肯尼亚是奥巴马父亲的故乡。
肯尼亚运动员对波士顿马拉松、纽约马拉松等美国有利赛事的掌控，增强了美国普通民众对肯尼亚的认识，为两国人民之间的相互尊重铺平了道路。1998年基地组织对肯尼亚发动的一次袭击，以及随后青年党发动的多起袭击，使两国在政治上走得更近了，因为这与基地组织在曼哈顿下城和五角大楼发动的可怕的911袭击有着相似的目标。
肯尼亚是非洲和世界上最亲美的国家之一，似乎比美国还要亲美。根据皮尤研究中心全球态度项目的数据，87%的肯尼亚人在2007年对美国持乐观态度，2011年的这一比例为83%，2013年为81%。根据2012年《美国全球领导力报告》， 68%的肯尼亚人支持美国的领导力，14%的人不支持，18%的人不确定。在2013年BBC世界服务的一项民意调查中，69%的肯尼亚人对美国的影响持正面看法，只有11%的人对美国的影响持负面看法。

## 相册

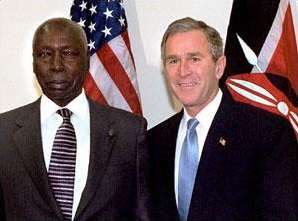
肯尼亚第二任总统丹尼尔·阿拉普·莫伊和乔治·W·布什。
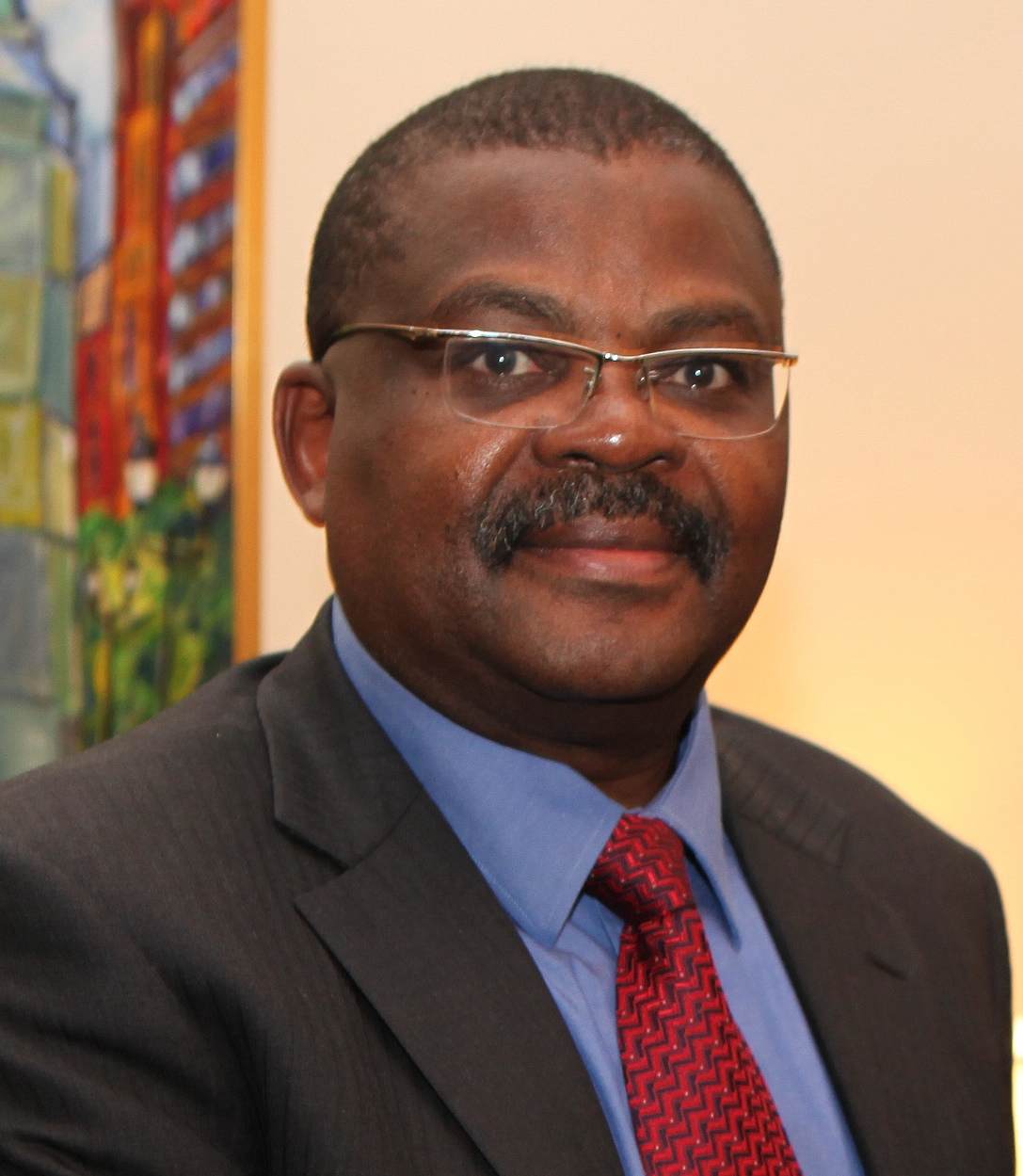
肯尼亚现任驻美国大使鲁滨逊·吉萨伊。
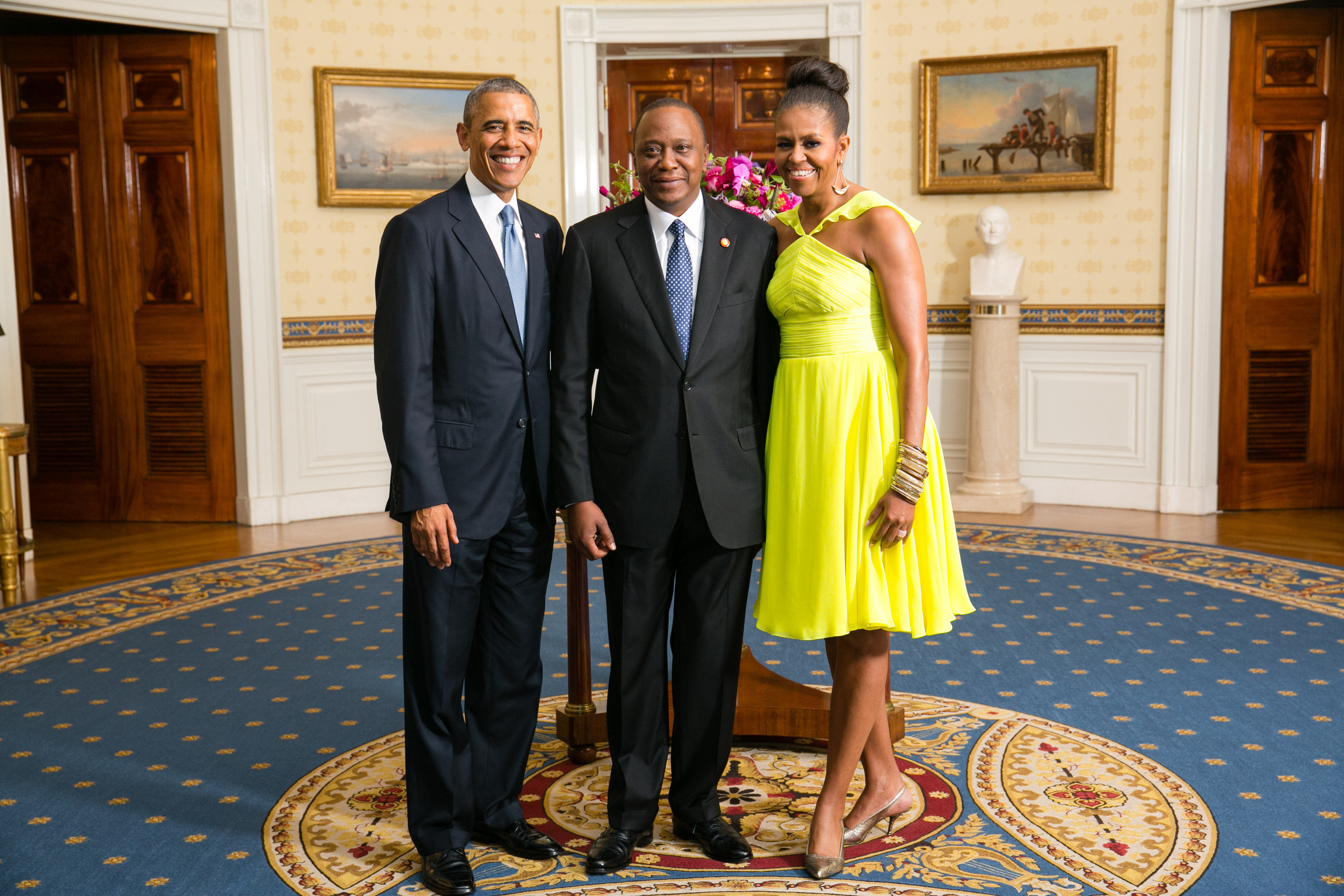
总统乌胡鲁·肯雅塔和奥巴马夫妇。